# Jorge Rojas Zegers
Jorge Rojas Zegers (Santiago, 10 de abril de 1947) es un médico cirujano, músico y emprendedor social chileno. Es el fundador de la Corporación de Ayuda al Niño Quemado (Coaniquem) en Chile y de la Fundación Coaniquem BCF -Burn Center Aid for Children Foundation- en Estados Unidos, entre otras organizaciones a lo largo de su trayectoria. En 2024 se le otorgó el Premio Nacional de Medicina.

## Carrera profesional
Es médico cirujano de la Pontificia Universidad Católica de Chile (1967-1974). Realizó su formación médica de postgrado en Cirugía Infantil en el Hospital Roberto del Río, especializándose posteriormente en Cirugía Plástica y Reparadora, certificada por CONACEM. Entre 1978 y 1979 realizó una pasantía en el Hospital Valle de Hebrón de la Seguridad Social, Barcelona, con el Profesor Luis Tresserra. Posteriormente ha realizado estadías de perfeccionamiento en Cirugía Plástica en la Universidad de Miami (1988 y 1992); Medical Universidad de Carolina del Sur (1989); Saint Francis Memorial Hospital, San Francisco California (1992); LASER Dermatology Associates of San Diego County (1993); Unidad de Quemados y Heridas, Doctors Medical Center (Brookside Hospital) San Pablo, California (1995); Unidad de Quemados del Alta Bates, Medical Center Burn Unit, Stanford. Ejerció como cirujano plástico en Coaniquem y en la Clínica Alemana de Santiago por cuarenta años.

### Emprendedor social
Fundador de la Corporación de Ayuda al Niño Quemado (Coaniquem), constituida el 19 de abril de 1979, donde ejerció por cuarenta años como médico y por 43 años como Presidente Ejecutivo, la cual ha rehabilitado de manera integral y 100% gratuita a más de 145.000 niños, niñas y adolescentes con quemaduras de Chile y América Latina. Actualmente se desempeña como director de la Dirección de Extensión, Docencia, Investigación y Asuntos Internacionales de Coaniquem
El Dr. Rojas jugó un rol fundamental en la regulación de los fuegos artificiales en Chile, logrando la promulgación de la Ley 19.680 en Chile en el año 2000, acto efectuado en el Centro de Rehabilitación de Coaniquem. Esta ley prohíbe la compra, venta y utilización de fuegos artificiales de uso doméstico, lo que ha resultado en una reducción significativa de las quemaduras en niños relacionadas con el uso de fuegos artificiales.
Entre los años 2019 y 2021, el Dr. Rojas y su equipo, han desempeñado un papel activo y colaborado con el relator del Comité Jurídico Interamericano encargado de desarrollar un instrumento jurídico sobre la regulación de fuegos artificiales y artículos pirotécnicos en las Américas. Este proceso culminó con la aprobación unánime del documento titulado "Recomendaciones del Comité Jurídico Interamericano para la Adopción de Legislación Doméstica relativa a la Regulación de Fuegos Artificiales y Artículos Pirotécnicos en las Américas", reconocido por la Asamblea General de la Organización de Estados Americanos.
A continuación las instituciones y organismos en los que ha participado como fundador o cofundador:
- 1977. Fundación Dr Alfredo Gantz Mann, pro ayuda al Niño Fisurado.
- 1979. Corporación de ayuda al Niño Quemado, Coaniquem.
- 1989. Corporación Cultural Pedro Núñez-Navarrete.
- 1991. Fundación Coaniquem.
- 1996. Confraternidad de Cristo Flagelado, institución privada de Derecho Canónico.
- 1998. Coaniquem BCF, Burnt Center Aid for Children Foundation, Delaware, USA.
- 2005. Fundación Coaniquem Avances Tecnológicos y Sociedad Avances Tecnológicos Vertebral Ltda.
- 2008. Fundación Educacional Casabierta Coaniquem.

## Otras actividades

### Actividad científica
Ha participado en más de ochenta cursos y congresos de su especialidad, con especial importancia en temas referentes al paciente quemado y malformado craneofacial, comunicando los resultados de más de ochenta trabajos científicos en los que ha participado como autor o coautor sobre temas como el tratamiento de fisura palatina, epidemiología de las quemaduras en población pediátrica en Chile y colonización bacteriana en piel de niños quemados.

### Rotario
Miembro de Rotary Club de Santiago desde 1990, donde fue presidente los años 2003-2004. Entre sus aportes se destaca la creación del Programa Niño Quemado, programa internacional para las Américas del que participan clubes rotarios de veinte países de Latinoamérica y el Caribe, creado con el apoyo Ministerio de Relaciones Exteriores de Chile, Rotary y Coaniquem. Este continúa desarrollándose y ha permitido capacitar en Coaniquem a más de seiscientos profesionales de veinte países, ofrecer tratamiento de rehabilitación integral a pacientes sin recursos de la región, y liderar campañas de prevención de quemaduras en diversos países.

### Músico
Ingresó a los catorce años a la Facultad de Artes de la Universidad de Chile (antiguo Conservatorio Nacional de Música). Estudió guitarra con Liliana Pérez-Corey y se graduó de Licenciatura en Interpretación Superior con mención en Guitarra en 1974. En 1975 debutó como profesor de la cátedra Guitarra Clásica de la Universidad de Chile, recibió el Título de Profesor Universitario de Guitarra  alcanzando la plaza de Profesor Titular en 1989. Se inició como compositor a los diecisiete años, con un estilo cercano al barroco temprano. Su producción musical entre 1964 y 2014 consta de 260 partituras organizadas en 62 opus, entre las que se incluyen obras para guitarra sola, conjuntos de guitarras, obras corales e himnos a capela, música de cámara para diversas agrupaciones de instrumentos, oratorios y misas.  

## Premios y reconocimientos
- 1994: Condecoración Cruz del Apóstol Santiago. Arzobispado de Santiago.
- 1997: Reconocimiento Sociedad Chilena de Cirugía Plástica Reconstructiva y Estética.
- 2001: Ivy Prize, otorgado por la Ivy Interamerican Foundation, Washington D. C. USA, premio conferido anualmente a una persona en Latinoamérica, por su contribución al bienestar de los niños a nivel internacional.[17]
- 2002: Distinción Partners in Service, conferida por ayuda humanitaria a nivel internacional. Distrito 5170 de Rotary International, California, USA.
- 2003: Premio Exalumno Distinguido, Pontificia Universidad Católica de Chile.[18]
- 2004: Distinción Rotary Service Above Self concedido por el Board of Directors de Rotary Internacional.
- 2006: World of Children Health Award, New York.[19]
- 2006: Miembro Honorario de la North American Clinical Dermatologic Society.
- 2007: Representante de las ONGs de Latinoamérica ante el NGO/DPI Executive Committee.de las Naciones Unidas (Comité Ejecutivo de la ONG en el Departamento de Información Pública de la ONU).[20]
- 2010: Caballero de Gracia Magistral de la Soberana Orden de Malta.
- 2010: Condecoración Ciudadano Destacado Cámara de Diputados de Chile.[21]
- 2012: Condecoración Orden de la Cruz del Sur, grado de Collar. Gobierno de Chile, instituida por Decreto Supremo Nº788 de 1930[22]
- 2013: Emprendedor Social del año 2012. Fundación Schwab de Suiza, Revista El Sábado de El Mercurio.[23]
- 2014: Reconocimiento a su trayectoria y aporte en la prevención de las quemaduras a nivel latinoamericano, conferido por la Sociedad Chilena de Quemaduras en el VIII Congreso chileno e internacional de quemaduras, Integrando Visiones.
- 2016: Reconocimiento de la SCD, Sociedad Chilena del Derecho de Autor por 50 años de trayectoria como compositor.
- 2017: World of Children Hero Award, abril 2017, Beverly Hills, California USA, otorgado por la World of Children Foundation.[24]
- 2017: Homenaje de la Federación Latinoamericana de Quemaduras FELAQ, noviembre 2017, Lima, Perú.
- 2022: Reconocimiento 100 Líderes Mayores, por su liderazgo social y aporte al desarrollo de Chile: Diario El Mercurio, Pontificia Universidad Católica de Chile y Fundación Conecta Mayor.[25]
- 2022: Reconocimiento Medalla Fundadores de la Universidad Central de Chile.[26]
- 2024: Premio Nacional de Medicina.[1]

## Vida personal
Está casado con la doctora María Ester Goldsack Jarpa y es padre de siete hijos.